# Estorm
Estorm es una localidad española del municipio leridano de Sant Esteve de la Sarga, en la comunidad autónoma de Cataluña.

## Historia
Hacia mediados del siglo XIX, el lugar, por entonces con ayuntamiento propio, tenía contabilizada una población de 56 habitantes. La localidad aparece descrita en el séptimo volumen del Diccionario geográfico-estadístico-histórico de España y sus posesiones de Ultramar de Pascual Madoz de la siguiente manera:

ESTORM: l.con ayunt. en la prov. de Lérida (16 horas), part. jud. de Tremp (3 y 1/2), aud. terr. y c. g. de Cataluña (Barcelona 40), dióc. de Seo de Urgel (20), pavordato de Mur (1 y 1/2). sit. en la vertiente oriental de una colina muy inclinada que le defiende del aire de O. y otra le preserva del N. por hallarse en esta direccion. El clima aunque algo frio, es saludable. Tiene 12 casas colocadas en terreno pendiente y sin empedrar que forman una pequeña plaza de figura irregular: sobre estas casas se halla una ant. torre medio derruida, y en lo alto de la colina una ermita dedicada al Salvador, á la cual suben en procesion todos los habitantes y muchos forasteros el dia 6 de agosto de cada año: se canta una misa y distribuye media libra de pan á cada uno de los concurrentes: la igl. ó pequeña ermita nombrada, es aneja de Moró, cuyo cura la sirve: el cementerio está dentro del pueblo, y sus vec. se surten de agua para todos sus usos de algunas pequeñas fuentes que nacen en el térm., el cual confina NE. y O. con Mur, y S. con Moró; estendiéndose 1/4 de hora de N. á S. y 1/2 de E. á O. El terreno es casi todo calizo, montuoso y de secano, aunque en lo alto de las colinas hay bastantes rocas areniscas: los caminos son de pueblo á pueblo, de herradura y en mal estado. prod.: trigo, centeno, cebada, tranquillon, vino y aceite: se cria ganado lanar y se mantiene el vacuno y mular preciso para la labranza; hay caza de perdices, conejos y liebres. ind. y comercio: la primera consiste en un molino aceitero que hay á 1/2 cuarto de hora del pueblo, movido por una bestia durante la temporada de la cosecha: es de propiedad del Sr. Baron de Castellnou de Monsech, Sr. que fué ant. de este pueblo; en cuanto al segundo, se reduce á la venta de los frutos sobrantes en el mismo l., donde acuden los arrieros: sus hab. se proveen en el mercado de Tremp de todos los art. necesarios para su consumo. pobl.: 9 vec., 56 alm. cap. imp.: 16,251 rs. contr.: el 14'28 por loo de esta riqueza.
(Madoz, 1847, p. 618)

Hacia la década de 1850 el municipio de Estorm desapareció, al ser absorbido por el de Alsamora.

## Patrimonio
En la localidad se encuentra la iglesia de San Salvador de Estorm.